# George Arthur (Fußballspieler, 1968)
George Arthur (* 30. Juni 1968 in Chira, Brong Ahafo; † 14. Juni 2015 in Sunyani) war ein ghanaischer Fußballnationalspieler.

## Karriere

### Verein
Arthur spielte in seiner Vereinskarriere für BA United, Asante Kotoko (1986 und 1987 ghanaischer Meister), in der deutschen Amateur-Oberliga Südwest bei Wormatia Worms und Al Ahly Kairo. Im Frühjahr 2001 beendete er im Alter von 33 Jahren bei Asante Kotoko seine aktive Karriere.

### Nationalteam
Arthur gehörte von 1987 bis 1994 zum erweiterten Kreis der Black Stars und absolvierte in dieser Zeit drei Länderspiele.

## Trainerkarriere
Nach seinem Karriereende arbeitete Arthur 2002 für ein Jahr als Chief Executive Officer (CEO) bei Brong Ahafo United. Im Anschluss trainierte Arthur für eine kurze Zeit die ghanaische Fußballnationalmannschaft der Frauen, bevor er 2004 von Isaac Paha ersetzt wurde.

## Tod
Arthur brach am 14. Juni 2015 während eines Freizeit-Fußballspiels in Sunyani mit einem Herz-Kreislauf-Stillstand zusammen und verstarb auf dem Weg in das Sunyani Regional Hospital. Er wurde am 5. September 2015 in seinem letzten Wohnort in Sunyani beigesetzt.

## Persönliches
Sein Sohn George Arthur Jr. (* 16. Oktober 1987), ist ebenfalls als Fußballspieler aktiv. Arthur Jr. spielte unter anderem für den Verein seines Vaters Asante Kotoko, Bechem United und Kaaseman FC.